# Martha Rivera Pesquera
Martha Rivera Pesquera  es una investigadora mexicana enfocada en temas de emprendedurismo, mercadotecnia, liderazgo empresarial. Como directora del Consejo del Centro de Investigación de la Mujer en la Alta Dirección (CIMAD) del Instituto Panamericano de Alta Dirección de Empresa (IPADE) estudia el rol de las mujeres en posiciones de liderazgo dentro de la empresa. 

## Trayectoria
Martha Rivera es Licenciada en Ingeniería Bioquímica Administradora en Procesado de Alimentos por el Instituto Tecnológico de Estudios Superiores de Monterrey (ITESM)  , tiene un Máster en Dirección de Empresas por el Instituto Panamericano de Alta Dirección de Empresa (IPADE) y es Doctora en Ciencias Económicas y Empresariales con especialidad en Marketing por el IESE Business School, de España
Se ha desempeñado como Secretaria General del IPADE (2006-2012) y actualmente es directora y profesora del área de Comercialización,  miembro del Comité de Dirección, del Consejo de Dirección, del Comité Académico, y preside el Consejo del Centro de Investigación de la Mujer en la Alta Dirección el cual busca apoyar al desarrollo profesional de la mujer en el ámbito directivo y empresarial y la creación de redes de contacto profesional.
Es miembro de diversos consejos de administración en diferentes sectores además de asociaciones profesionales entre las que destacan:
- Miembro del Marketing Science Institute
- Miembro del American Marketing Association.[4]